# Alchemilla triphylla
Alchemilla triphylla es una especie de planta del género Alchemilla, perteneciente a la familia Rosaceae.

## Taxonomía
Alchemilla triphylla fue descrita por Rothm. en 1937.

## Distribución
Se encuentra en el territorio de República Democrática del Congo y Uganda.